# Monastero di Agia Triada
Il monastero di Agia Triada (o monastero di Tzangarolu o Tzagarolon; in greco Μονή Αγίας Τριάδος?), è un monastero greco-ortodosso nell'isola greca di Creta; è dedicato alla Santa Trinità. Comprende anche un museo e una ricca biblioteca.

## Storia

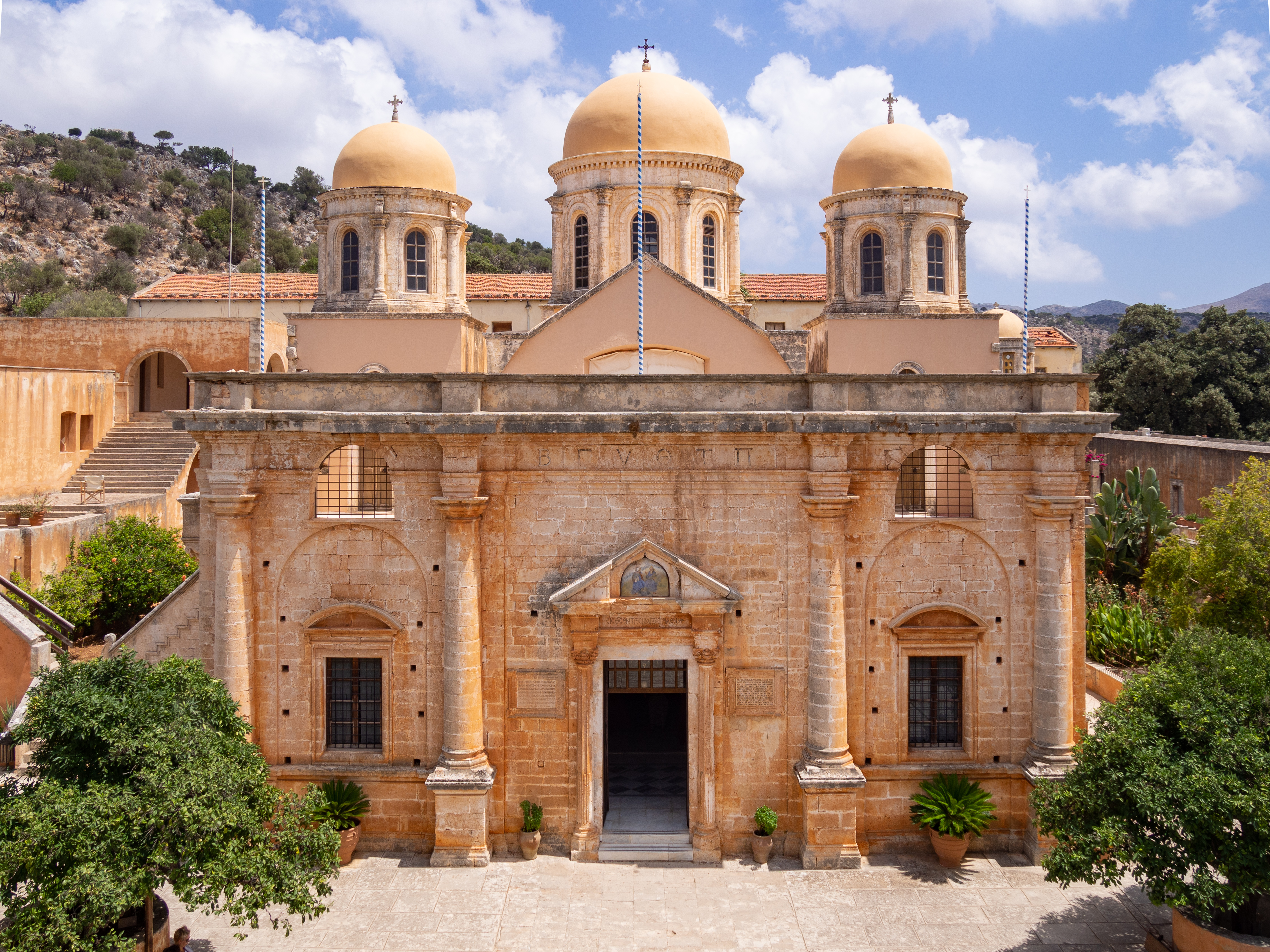
La chiesa monastica

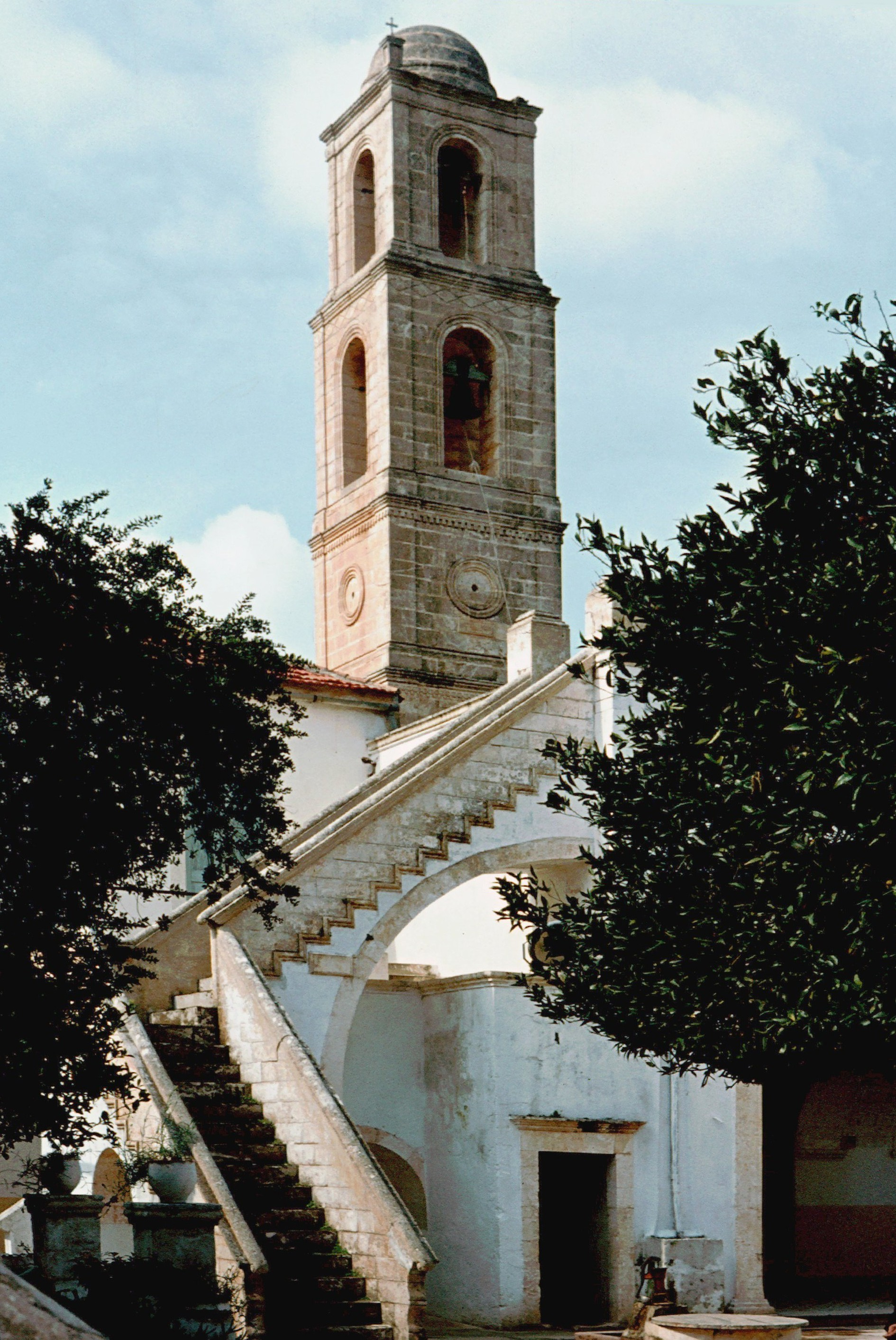
Il campanile

Il monastero, il cui nome greco significa Santa Trinità, fu costruito nel XVII secolo da Geremia Zangaroli in sostituzione di una chiesa preesistente. Alcune fonti ne attribuiscono la costruzione anche a Laurentio Zangaroli, fratello di Geremia. Si trattava di due veneziani che si erano convertiti alla fede ortodossa e fatti monaci. Il monastero divenne presto di notevole importanza; nel 1821, nel corso della repressione ottomana contro la ribellione dei cretesi, alla quale anche molti monaci presero parte, venne saccheggiato e incendiato. Secondo alcuni testimoni oculari nella chiesa il calore sprigionato dalle fiamme fu così intenso che i candelieri di bronzo fondevano come cera. Nei decenni successivi i monaci restaurarono pazientemente la chiesa cercando di riprodurne il più fedelmente possibile lo stato prima dell'incendio. Nel XIX secolo presso il monastero fu attiva un'importante scuola teologica, che iniziò ad operare dal 1833, e a partire dal 1892 Agia Triada ospitò anche un seminario.
Oggi la comunità monastica è tuttora attiva ed è un punto di riferimento per molti fedeli cretesi; sui terreni circostanti al monastero produce e commercializza vino e olio di oliva.

## Caratteristiche

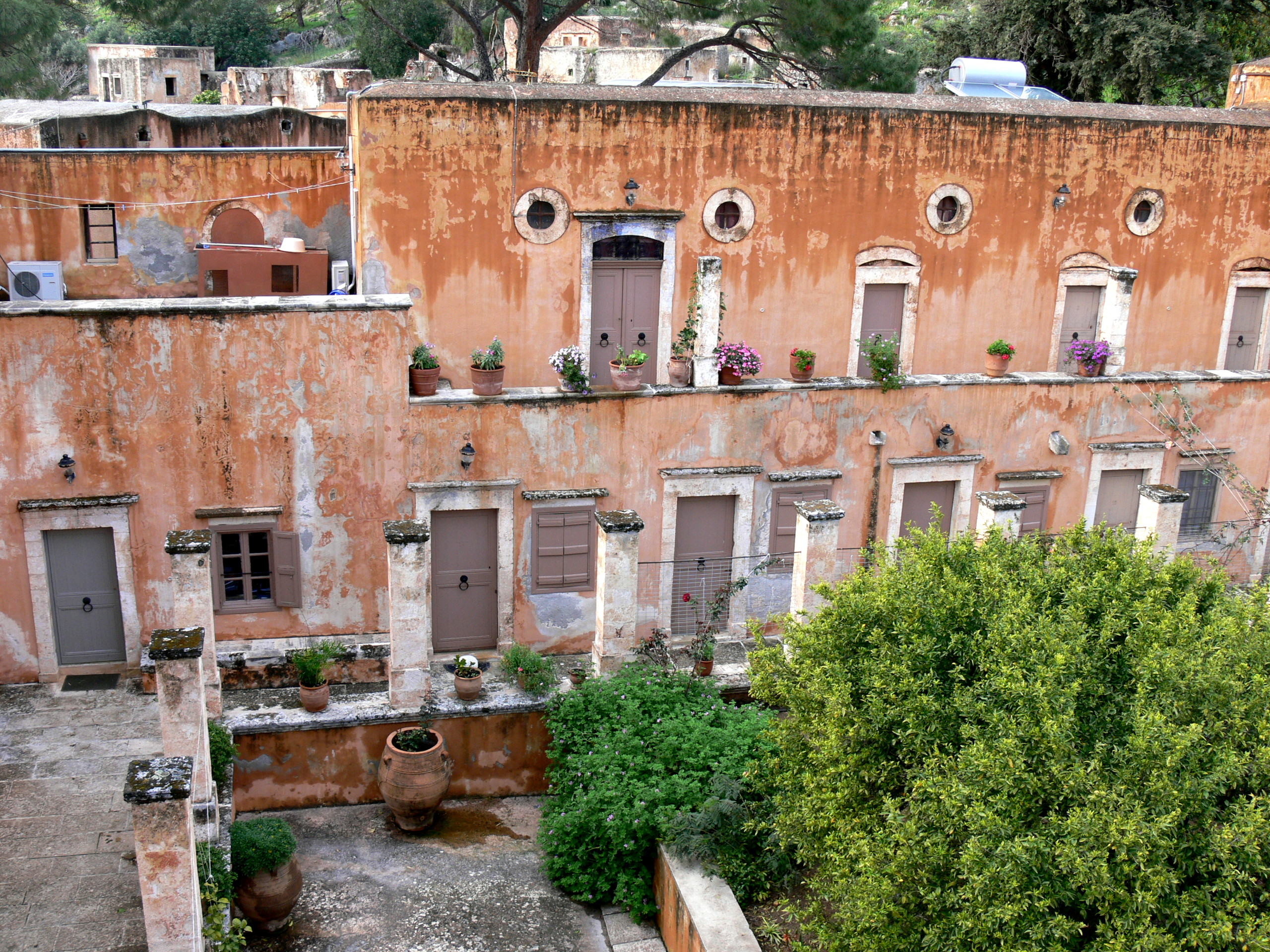
Alcune celle dei monaci

Il complesso monastico si trova nella penisola di Akrotiri (unità periferica di La Canea, Grecia). La chiesa ha pianta cruciforme con tre cupole ed è costruita in stile bizantino. La chiesa principale è fiancheggiata da due cappelle minori, ognuna delle quali sovrastata da una cupola. La chiesa principale invece è dedicata alla Santa Trinità ed ha un nartece nella parte anteriore. La facciata è ornata da due grandi colonne doriche e una più piccola colonna corinzia su ogni lato ed è sovrastata da un'iscrizione in greco che data 1631; il campanile risale invece al 1864. Il cortile è circondato dagli edifici che ospitano le celle dei monaci e contiene una cisterna per la raccolta dell'acqua piovana, un frantoio, alcuni pozzi e i locali destinati alla conservazione dei prodotti agricoli come una grande cantina per il vino.
Il monastero dispone di una biblioteca che custodisce vari libri rari, e di un museo dove è esposta una collezione di icone una raccolta di antichi codici.